# Øresund híd

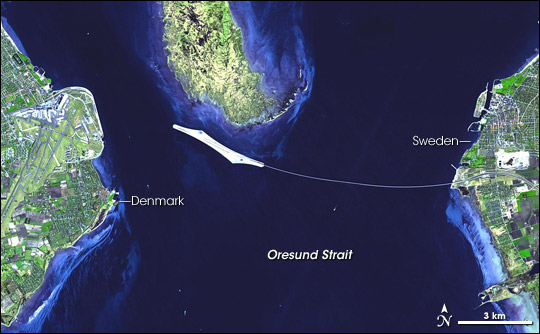
A híd az űrből nézve

Az Øresund/Öresund híd (dánul: Øresundsbroen, svédül: Öresundsbron, hibrid név: Øresundsbron), hivatalos nevén Øresund-összeköttetés (Øresundsförbindelsen) kombinált közúti-vasúti híd az Øresund tengerszoros felett.
A híd Dánia fővárosát, Koppenhágát köti össze a svédországi Malmővel, tágabban nézve pedig Skandináviát Közép- és Nyugat-Európával. A hídon halad keresztül az E20-as európai főútvonal. Kétvágányú vasúti pályáján a vasúti személyszállítást jelenleg (2015) a dán oldalon a DSB Øresund üzemelteti, a Koppenhágai repülőtéren és Koppenhágán át Helsingørig; a svéd oldalon pedig a Transdev, Malmőn át Göteborgig, Kalmarig és Karlskronáig. Az SJ X2000 motorvonatokat közlekedtet Koppenhágából Stockholmba, Göteborgba és Kalmarba. Teherszállítást több vasúttársaság is végez.
Maga a híd a két part közötti távolság mintegy felét teszi ki, 7845 méteres hosszúságával Európa második leghosszabb közúti-vasúti hídja. A maradékot a Peberholm (Bors-sziget) nevű mesterséges sziget (4055 m), az onnan a dán oldalra vezető alagút (4050 m) és a dán oldalon létesített mesterséges félsziget (430 m) hidalja át.

## Történelem
Az előkészítés és a megvalósítás folyamata 9 évet vett igénybe.
A hidat 2000. július 1-jén adta át II. Margit dán királynő és XVI. Károly Gusztáv svéd király. Az építkezés 2000-es árakon 30,1 milliárd dán koronába került.

## Forgalom
A megnyitás után kíváncsiságból sokan átkeltek a hídon, majd 2000 őszén a forgalom visszaesett, és 2001 januárjában érte el mélypontját napi átlag 4700 jármű átkelésével. 2001 és 2007 között aztán a járműforgalom évi 10–17 százalékkal nőtt. A növekedés 2008 második felében lassult le a világgazdasági válság hatásai miatt. 2009-ben naponta átlagosan 19 500 jármű haladt át a hídon.
2009-ben az átkelő járművek 95 százaléka, 6,8 millió személygépkocsi volt. A személygépkocsis átkeléseken belül 2001-ben még csak 5 százalék volt az ingázás aránya, ez később jelentős mértékben nőtt annak ellenére, hogy abszolút értékben a többi utazási indok (üzleti, szabadidős, hétvégi pihenés, nyaralás) is növekedett.
Az autóbuszok egy része turistabusz, más része menetrendszerű járat. Utóbbiak magukban foglalják a nemzetközi járatokat, valamint a Koppenhága, Malmö, Lund és a Malmői repülőtér közötti járatokat. Az átkelő buszok száma 2001 és 2006 között 51 százalékkal nőtt, azóta viszont 25 százalékkal csökkent. Ennek oka részben a fapados légitársaságok és a vasút versenye, részben pedig a buszpiac konszolidálódása, amelynek hatására kevesebb, de kihasználtabb busz jelenik meg a hídon.
Átkelő járművek átlagos napi száma:
| Év            | 2001 | 2005   | 2007   | 2008   | 2009   | 2017  |
| ------------- | ---- | ------ | ------ | ------ | ------ | ----- |
| Személyautó   | 7290 | 12 328 | 16 831 | 17 767 | 17 986 | 18424 |
| Motorkerékpár | 67   | 82     | 106    | 96     | 93     | 93    |
| Kisteherautó  | 204  | 300    | 465    | 441    | 449    |       |
| Teherautó     | 421  | 737    | 927    | 932    | 817    |       |
| Autóbusz      | 103  | 155    | 153    | 131    | 117    | 134   |
| Összesen      | 8085 | 13 602 | 18 482 | 19 367 | 19 462 | 20631 |

A vasúton utazók száma 2001 és 2009 között 4,9 millióról 11,1 millióra nőtt. 2009-ben 56 800 személy- és 7250 tehervonat haladt át a hídon, ami naponta átlagosan 184 vonatot jelent.
Napi utazások átlagos száma:
| Év       | 2001   | 2005   | 2007   | 2008   | 2009   |
| -------- | ------ | ------ | ------ | ------ | ------ |
| Közút    | 21 900 | 32 000 | 40 600 | 41 000 | 41 300 |
| Vasút    | 13 500 | 18 100 | 26 600 | 29 400 | 30 400 |
| Összesen | 35 400 | 50 100 | 67 200 | 70 400 | 71 700 |

A híd működésének első 10 évében (2000. július 1. és 2010. július 1. között) összesen 194 millióan keltek át a hídon, ebből 118 millióan közúton és 76 millióan vasúton.

## Bevétel
A 2x2 sávos autóúton hídpénzt szednek. Az elmúlt évek statisztikái alapján megfigyelhető trend kedvezőtlen képet mutat a híd üzemeltetésében. Noha 2001 és 2005 között a napi áthaladás 7000-ről 12 000 járműre változott – ami hozzávetőlegesen 72 százalékos növekedés –, a bevétel csak 54 százalékkal emelkedett, köszönhetően a rendszeres használók számára bevezetett félárú áthaladást biztosító bérletnek. Az éves üzemeltetési költség 2005-ben 276 millió dán koronát tett ki, míg ebben az évben a teljes bevétel 1078 millió dán korona volt, amelynek 60 százaléka autóforgalom, 40 százaléka vasúti forgalom volt. Az adózás előtti nyereség ennek tükrében 802 millió dán korona, amiből még levonandó a 660 millió korona adó és a 320 millió korona értékcsökkenés. A jövőben az utazások számának jelentős növekedésére volna szükség a gazdaságos üzemeléshez.

### Díjak
Díjak 2020 januárban (online vásárlással olcsóbb):
| jármű            | DKK  | SEK  | EUR |
| ---------------- | ---- | ---- | --- |
| Motorkerékpár    | 210  | 305  | 29  |
| Személygépkocsi  | 390  | 565  | 54  |
| Minibusz (6–9 m) | 780  | 1130 | 108 |
| Autóbusz (>9 m)  | 1470 | 2130 | 202 |

Díjak 2011 júniusában:
| jármű                                | DKK  | SEK  | EUR |
| ------------------------------------ | ---- | ---- | --- |
| Motorkerékpár                        | 160  | 190  | 22  |
| Személygépkocsi                      | 295  | 360  | 40  |
| Lakóautó / személygépkocsi+lakókocsi | 590  | 720  | 80  |
| Minibusz (6–9 m)                     | 590  | 720  | 80  |
| Autóbusz (>9 m)                      | 1450 | 1750 | 199 |
| Tehergépkocsi (9–20 méter)           | 1010 | 1220 | 138 |
| Tehergépkocsi (>20 m)                | 1515 | 1830 | 207 |
| Vonatjegy                            | 78   | 110  | 9   |

## Hatások
Működésének első évtizede alatt a kapcsolat fontos szerepet játszott a munkaerő- és lakáspiac egységesülésében, az Øresund régió kialakulásában. 2010-ben 25 000 dán élt a svéd oldalon, naponta 20 400 ember ingázott dolgozni a hídon át, valamint a sjællandiak 68%-ának és a skåneiek 44%-ának élt rokona, barátja vagy munkatársa a másik parton.
A híd forgalmának gyors növekedése 2007-ben egy új (Helsingør és Helsingborg között építendő) híd ötletét is felvetette.